# 트렁킹
트렁킹(trunking)은 전기통신에서 각 클라이언트에 개별 회선이나 채널을 제공하는 대신 회선, 반송파, 채널 또는 주파수 집합을 공유하여 여러 클라이언트에 동시에 네트워크 액세스를 제공하는 기술이다. 이는 줄기가 하나이고 가지가 많은 나무의 구조를 연상시킨다. 통신의 트렁킹은 전신에서 시작되었으며 나중에는 트렁크 라인(간선)이 전화 교환기 간의 통신 채널인 전화 시스템에서 시작되었다.
다른 응용 분야로는 경찰 기관에서 일반적으로 사용하는 주파수공용무선통신시스템(트렁크 무선 시스템)이 있다.
링크 애그리게이션 및 VLAN 태깅의 형태로 트렁킹이 컴퓨터 네트워킹에 적용되었다.